# Finjamästaren

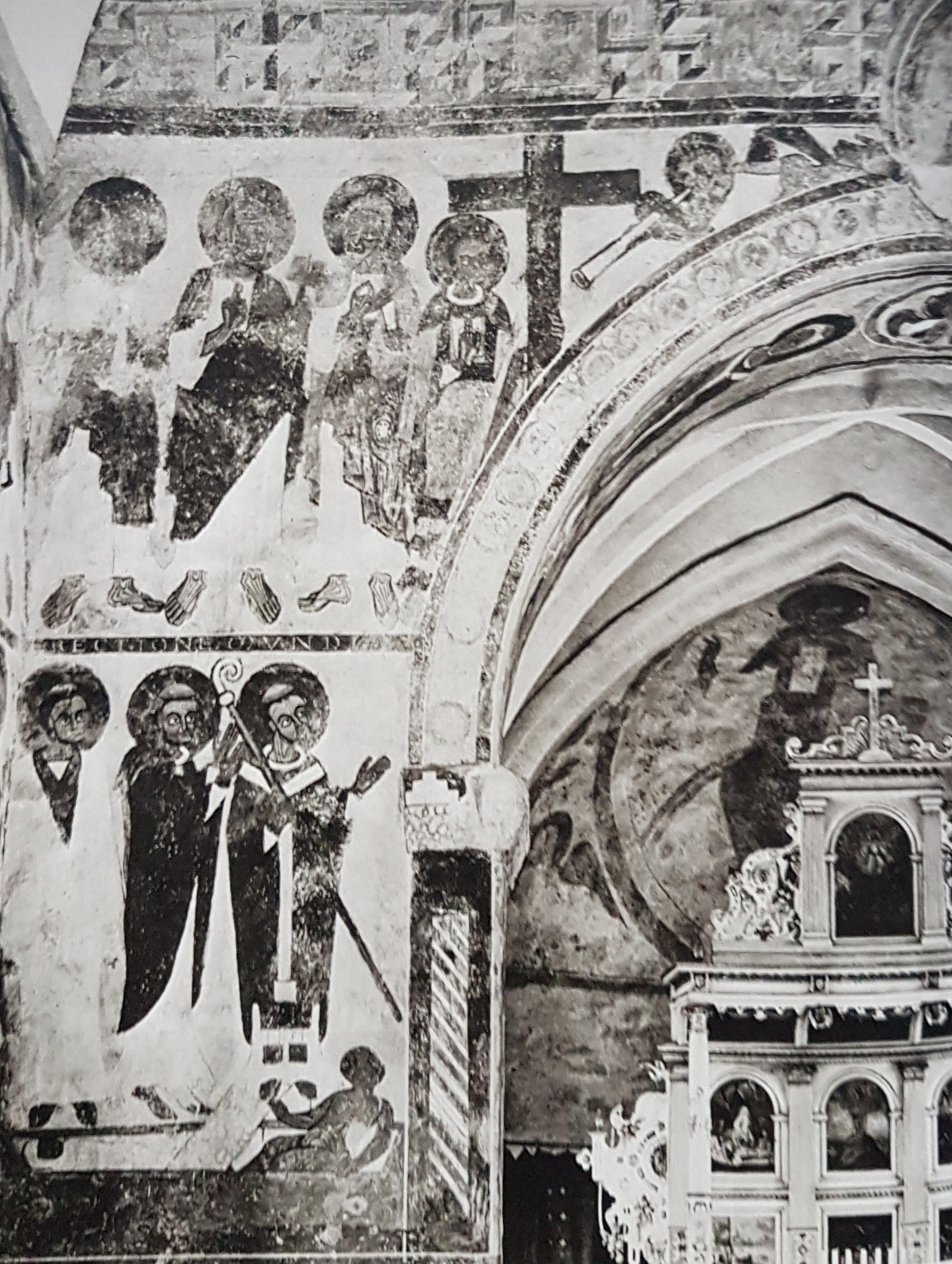
Väggmålningar i Finja kyrka utförda av Finjamästaren

Finjamästaren, även kallad Finjagruppen är ett anonymnamn för en romansk kyrkomålare verksam under mitten av 1100-talet i Skåne och på Själland. Finjamålaren tycks ha haft anknytning till den danska Hvideätten.
Finjamästaren står bakom de målningar som utfördes i Finja kyrka under 1100-talets mitt eller senare hälft. Målningarna var övermålade men framtogs och restaurerades 1932. Målningen består av en i absidvalvet tronande Kristus vars bild är ganska skadad. Däremot är framställningarna på triumfbågens undersida och triumfbågsmurens norra del med ett vidhängande stycke på norra långhusmuren mycket välbevarade. På dessa ser man en procession av i två våningar grupperade rader av saliga, som med korset i täten står inför Kristus på yttersta domen. Omgiven av en bred uppåt begränsande meanderbård är Kristus inom en medaljong framställd i halvfigur. Han omges på båda sidor av änglar som stöter i basuner, varvid de döda reser sig ur sina gravar. Den konstnärliga kvaliteten på målningen är mycket hög, och visar en uttrycksfullhet i de figurer som avbildas. Man har även velat hänföra de romanska målningarna som en gång funnits i de nu rivna Asmundstorps och Flädie medeltidskyrkor till Finjamästaren. Fragment vid Lunds universitets historiska museum från Vallkärra kyrka visar en likhet med Finjamästarens stil och komposition som gör det troligt att han var mästaren till även den målningen.

## Kyrkor smyckade av Finjamästaren
Följande medeltida kyrkor smyckades av Finjamästaren:
- Asmundtorps kyrka (riven 1895)[3]
- Finja kyrka
- Flädie kyrka (riven 1886)
- Hofterups kyrka
- Lyngsjö kyrka
- Stävie kyrka
- Vallkärra kyrka
- Västra Vemmerlövs kyrka